# Autopista M1 (Reino Unido)

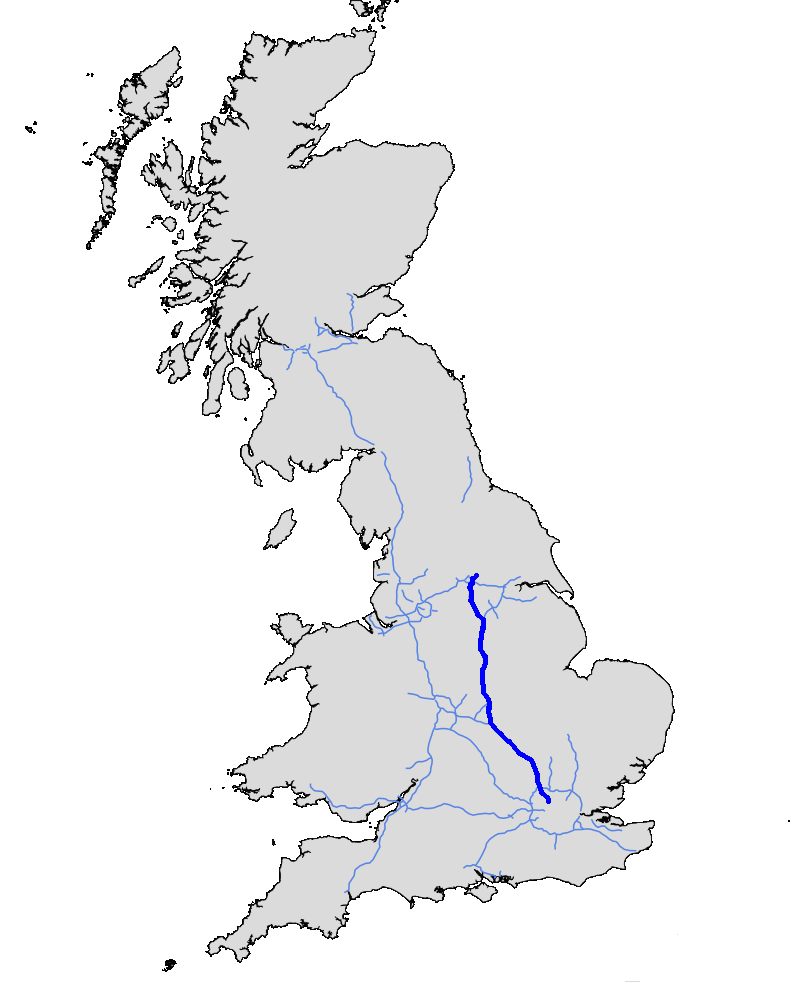
Localización de la M1 en Gran Bretaña.

La autopista  (en inglés, M1 motorway) pertenece a la red de autopistas del Reino Unido. Tiene un recorrido de 311 km, conectando Londres con Leeds. Fue la primera autopista en completarse en el Reino Unido.
Forma parte de Red de Carreteras Europeas ().